# Пшесека (Нижньосілезьке воєводство)
Пшесека (пол. Przesieka) — село в Польщі, у гміні Подґужин Єленьоґурського повіту Нижньосілезького воєводства.
Населення — 502 особи (2011).
У 1975-1998 роках село належало до Єленьоґурського воєводства.

## Демографія
Демографічна структура станом на 31 березня 2011 року:
|          | Загалом | Допрацездатний вік | Працездатний вік | Постпрацездатний вік |
| -------- | ------- | ------------------ | ---------------- | -------------------- |
| Чоловіки | 243     | 34                 | 179              | 30                   |
| Жінки    | 259     | 27                 | 160              | 72                   |
| Разом    | 502     | 61                 | 339              | 102                  |